# Joanne Hewson
Joanne Selden Hewson, później Staniforth i Rees (ur. 23 sierpnia 1930 w Montrealu, zm. 1 grudnia 2023 w Westmount) – kanadyjska narciarka alpejska, uczestniczka zimowych igrzysk olimpijskich 1952 rozgrywanych w Oslo.

## Osiągnięcia

### Igrzyska olimpijskie
| Miejsce | Dzień     | Rok  | Miejscowość | Konkurencja   | Czas biegu  | Strata   | Zwyciężczyni         |
| ------- | --------- | ---- | ----------- | ------------- | ----------- | -------- | -------------------- |
| 30.     | 14 lutego | 1952 | Oslo        | Slalom gigant | 2:23.9 min. | +17.1 s. | Andrea Mead-Lawrence |
| 8.      | 17 lutego | 1952 | Oslo        | Zjazd         | 1:51.3 min. | +5.8 s.  | Trude Jochum-Beiser  |
| 13.     | 20 lutego | 1952 | Oslo        | Slalom        | 2:19.9 min. | +9.3 s.  | Andrea Mead-Lawrence |